# Silvino Lobos
Silvino Lobos è una municipalità di quinta classe delle Filippine, situata nella Provincia di Northern Samar, nella regione di Visayas Orientale.
Silvino Lobos è formata da 26 baranggay:
- Balud
- Cababayogan
- Cabunga-an
- Cagda-o
- Caghilot
- Camanggaran
- Camaya-an
- Deit de Suba
- Deit de Turag
- Gebolwangan
- Gebonawan
- Gecbo-an
- Genagasan

- Geparayan de Turag
- Giguimitan
- Gusaran
- Imelda
- Montalban
- Poblacion I
- Poblacion II
- San Antonio
- San Isidro
- Senonogan de Tubang
- Suba (Pob.)
- Tobgon
- Victory